# АЕС Діабло-Каньйон

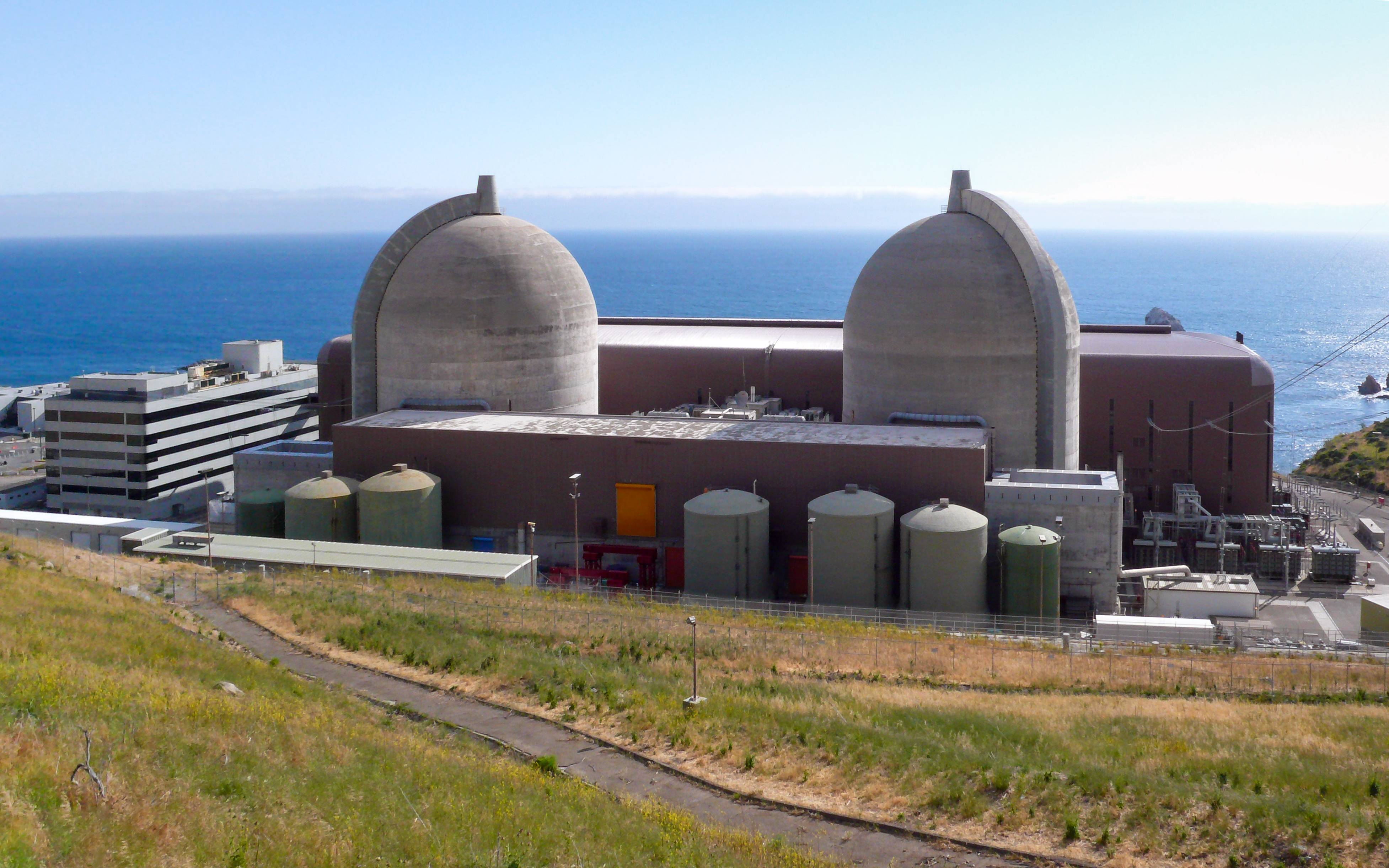
Електростанція Каньйон Діабло, 2008. Світло-бежеві куполи є захисними конструкціями для реакторів 1 і 2 блоків. Червонувато-коричнева будівля — це будівля турбіни, де генерується електроенергія та надсилається в мережу. Зліва — адміністративна будівля (чорно-білі смуги).

Електростанція Diablo Canyon — атомна електростанція поблизу Авілла-Біч в окрузі Сан-Луїс-Обіспо, Каліфорнія. Після остаточного закриття атомної електростанції Сан-Онофре в 2013 році Діабло-Каньйон була єдиною діючою атомною станцією та найбільшою окремою електростанцією в Каліфорнії. Це було предметом суперечок і протестів під час його будівництва, майже дві тисячі арештів громадянської непокори протягом двох тижнів у 1981 році.
Завод має два 4-контурні водно-водяних ядерні реактори, розроблені Westinghouse, які експлуатуються компанією Pacific Gas &amp; Electric (PG&E). Разом двійник 1100 MWe реактори виробляють близько 18 000 ГВт·год електроенергії щорічно (8,6 % від загального каліфорнійського виробництва та 23 % безвуглецевого виробництва), що забезпечує потреби в електроенергії понад 3 мільйонів людей. Завод виробляє електроенергію приблизно за 6 центів за кВт-год, що менше середньої вартості 10,1 цента за кВт-год, яку PG&E платила за електроенергію від інших постачальників у 2014 році.
Незважаючи на те, що він був побудований менш ніж за милю від лінії розлому Шорлайн, про існування якої не було відомо на момент будівництва, і розташований менше ніж за 4.8 км, від розлому Хосгрі, імовірнісна оцінка ризику станції NRC 2016 року, враховуючи сейсмічний ризик, оцінила частоту пошкодження активної зони в один випадок на 7,6 мільйона реакторних років. Станція розташована у IV регіоні Комісії з ядерного регулювання.
У 2016 році PG&E оголосила, що планує закрити два реактори Diablo Canyon у 2024 і 2025 роках, заявивши, що, оскільки енергетичні норми Каліфорнії надають перевагу відновлюваним джерелам енергії над ядерною, станція, ймовірно, працюватиме лише наполовину, що робить її неекономічною. (Атомні станції використовуються для базового навантаження, щоб розподілити свої великі постійні витрати на якомога більше кВт-год генерації.) У 2020 році експерти Каліфорнійського незалежного системного оператора (CAISO) попередили, що коли станція закриття штату досягне «критичної точки перегину», що створить значну проблему для забезпечення надійності мережі, не вдаючись до збільшення використання викопного палива, і може поставити під загрозу цілі Каліфорнії щодо скорочення викидів парникових газів. У 2021 році Каліфорнійська енергетична комісія та CAISO попередили, що в наступні роки в штаті можуть виникнути відключення світла влітку внаслідок закриття Diablo, яке збіглося із закриттям чотирьох заводів природного газу загальною потужністю 3,7 ГВт, і неможливість покладатися на імпортну електроенергію під час спеки на Заході через зменшення потужності гідроелектростанцій (через десятирічну посуху) і закриття вугільних електростанцій. У звіті дослідників з Массачусетського технологічного інституту та Стенфорда за 2021 рік стверджується, що збереження Diablo Canyon у роботі до 2035 року зменшить викиди вуглекислого газу від виробництва електроенергії штатом на 11 % щороку, заощадить державі загальну суму в 2,6 мільярда доларів (зросте до 21 мільярда доларів, якщо залишити його відкритим). до 2045 р.) і підвищити надійність мережі. За оцінками, повне виведення з експлуатації станції займе десятиліття і коштуватиме майже 4 мільярди доларів.

## Операція
Електростанція Діабло Каньйон розташована приблизно на 300 га., землі, розташованої на захід від пляжу Авіла, Каліфорнія. Енергетична частина заводу займає близько 4.9 га. PG&E володіє загалом 12 820 акрів землі на ділянці.

### Блок один
Перший блок — це водно-водяний ядерний реактор з потужністю 1138 МВт, поставлений Westinghouse. У травні він з'явився в мережі 7, 1985, і має ліцензію на роботу до листопада 2, 2024. У 2006 році перший блок згенерував 9 944 983 МВт·год електроенергії, при номінальній потужності 99,8 відсотків.

### Блок два
Другий блок — це водно-водяний ядерний реактор з потужністю 1118 МВт, поставлений Westinghouse. Він з'явився в мережі в березні 3, 1986, і має ліцензію на роботу до серпня 20, 2025. У 2006 році од Два принесли 8 520 000 МВт·год електроенергії, при коефіцієнті потужності 87,0 відсотків.

### Охолодження
Проточна система охолодження заводу (OTC) забирає воду з Тихого океану для конденсації пари, що приводить в дію його турбіни. На відміну від систем випарного охолодження, які використовуються на інших заводах, OTC Diablo Canyon розроблено таким чином, щоб усю воду можна було переробити та забезпечити мінімальний вплив на екосистеми океану. Реактори можуть бути придушені під час сильних штормових хвиль, щоб запобігти надходженню надлишкової ламінарії в забір охолоджувальної води, а потужність обмежена під час роботи, щоб вода, що повертається в океан, не перевищувала 20 °F (11 °C) тепліше за температуру навколишнього середовища.

### Вартість виробленої електроенергії
Станція виробляє електроенергію приблизно за 6 центів за кВт-год, що менше, ніж середня вартість 10,1 цента за кВт-год, яку PG&E платила за електроенергію від інших постачальників у 2014 році.

## Історія
Pacific Gas & Electric Company пройшла через шість років слухань, референдумів і судових процесів, щоб схвалити завод Diablo Canyon. Основна проблема щодо станції полягає в тому, чи може вона бути достатньо сейсмостійкою; місце було визнано безпечним, коли будівництво розпочалося в 1968 році, але сейсмічний розлом (розлом Хосгрі) було виявлено в кількох милях від берега до того часу, коли завод було завершено в 1973 році. Цей розлом зазнав землетрусу магнітудою 7,1 за 10 миль від берега 4 листопада 1927 року, і тому він здатний створити сили, еквівалентні приблизно1⁄16, які відчули під час землетрусу в Сан-Франциско 1906 року.
Компанія оновила свої плани та додала структурні опори, призначені для посилення стійкості у разі землетрусу. У вересні 1981 року PG&E виявила, що для цих структурних опор використовувався єдиний набір креслень; робітники повинні були змінити плани при переході на другий реактор, але не зробили цього. Тим не менш, 19 березня 1982 року Комісія з ядерного регулювання вирішила не переглядати своє рішення від 1978 року, яке підтверджує безпеку станції, незважаючи на ці та інші помилки в проекті.
Відповідно до дослідження NRC, опублікованого в серпні 2010 року, оцінка Комісії з ядерного регулювання щорічного ризику землетрусу, достатнього для того, щоб спричинити пошкодження активної зони реактора в Діабло Каньйон, становила 1 з 23 810.

#### Урок Німеччини

Валове виробництво електроенергії за джерелами в Німеччині за 1990—2020 рр. показує, що зростання використання відновлюваних джерел енергії вже замінює ядерну енергію, яка незабаром буде виведена з експлуатації (червоний), а залишкова ядерна енергія частково замінює викопне (газ, кам'яне вугілля, буре вугілля)

## Безпека

### Захист від землетрусів
Спочатку Діабло Каньйон була розроблена таким чином, щоб витримати землетрус магнітудою 6,75 від чотирьох розломів, включаючи сусідні розломи Сан-Андреас і Хосгрі, але пізніше була модернізований, щоб витримати землетрус магнітудою 7,5 землетрус магнітудою. Вона має надлишковий сейсмічний моніторинг і систему безпеки, призначену для негайного відключення у разі значних рухів ґрунту.

## Виробництво електроенергії
| Рік  | Jan       | Feb       | Mar       | Apr       | May       | Jun       | Jul       | Aug       | Sep       | Oct       | Nov       | Dec       | Total (Annual) |
| ---- | --------- | --------- | --------- | --------- | --------- | --------- | --------- | --------- | --------- | --------- | --------- | --------- | -------------- |
| 2001 | 1,525,244 | 1,485,080 | 1,641,948 | 1,521,122 | 849,893   | 1,551,157 | 1,641,614 | 1,640,733 | 1,562,472 | 1,583,472 | 1,457,320 | 1,617,658 | 18,077,713     |
| 2002 | 1,571,813 | 1,400,306 | 1,640,898 | 1,506,506 | 837,835   | 1,436,401 | 1,602,027 | 1,545,177 | 1,558,103 | 1,296,739 | 687,427   | 1,220,974 | 16,304,206     |
| 2003 | 1,631,359 | 793,221   | 841,539   | 1,187,258 | 1,644,785 | 1,530,373 | 1,639,201 | 1,643,064 | 1,585,538 | 1,638,662 | 1,583,856 | 1,566,183 | 17,285,039     |
| 2004 | 1,603,460 | 1,440,359 | 1,277,888 | 783,061   | 796,125   | 1,212,488 | 1,547,670 | 1,624,119 | 1,552,821 | 1,436,340 | 792,634   | 1,163,472 | 15,230,437     |
| 2005 | 1,613,306 | 1,405,477 | 1,634,241 | 1,579,485 | 1,631,023 | 1,563,650 | 1,635,820 | 1,632,265 | 1,446,022 | 1,358,644 | 776,329   | 1,479,040 | 17,755,302     |
| 2006 | 1,648,808 | 1,497,112 | 1,658,752 | 1,229,920 | 932,000   | 1,637,676 | 1,695,432 | 1,686,784 | 1,635,172 | 1,685,593 | 1,575,764 | 1,507,982 | 18,390,995     |
| 2007 | 1,693,248 | 1,525,089 | 1,690,619 | 1,554,389 | 852,197   | 1,627,930 | 1,688,585 | 1,454,699 | 1,631,781 | 1,683,859 | 1,614,813 | 1,571,281 | 18,588,490     |
| 2008 | 1,656,514 | 829,903   | 840,213   | 1,261,141 | 1,638,605 | 1,632,295 | 1,682,212 | 1,259,242 | 1,449,057 | 1,552,863 | 1,616,118 | 1,672,364 | 17,090,527     |
| 2009 | 1,488,879 | 751,745   | 950,830   | 1,634,919 | 1,614,195 | 1,621,198 | 1,608,408 | 1,336,564 | 1,365,692 | 888,647   | 1,315,998 | 1,687,783 | 16,264,858     |
| 2010 | 1,559,639 | 1,467,335 | 1,696,220 | 1,642,753 | 1,699,737 | 1,645,987 | 1,696,146 | 1,696,174 | 1,636,026 | 847,393   | 1,180,980 | 1,661,535 | 18,429,925     |
| 2011 | 1,692,964 | 1,528,441 | 1,542,395 | 1,609,954 | 844,430   | 1,456,556 | 1,690,001 | 1,682,731 | 1,525,243 | 1,671,988 | 1,634,559 | 1,686,812 | 18,566,074     |
| 2012 | 1,688,081 | 1,515,618 | 1,695,061 | 1,204,192 | 841,181   | 1,115,654 | 1,693,320 | 1,692,593 | 1,621,859 | 1,545,477 | 1,557,988 | 1,541,444 | 17,712,468     |
| 2013 | 1,690,733 | 810,923   | 1,014,766 | 1,641,779 | 1,692,223 | 1,498,929 | 1,485,846 | 1,688,180 | 1,634,281 | 1,581,357 | 1,595,494 | 1,677,928 | 18,012,439     |
| 2014 | 1,597,319 | 799,061   | 960,097   | 1,644,750 | 1,679,904 | 1,627,661 | 1,663,326 | 1,508,498 | 1,611,914 | 940,932   | 1,422,921 | 1,529,595 | 16,985,978     |
| 2015 | 1,563,700 | 1,526,210 | 1,694,001 | 1,645,487 | 1,696,424 | 1,639,554 | 1,681,722 | 1,666,228 | 1,533,642 | 904,616   | 1,370,238 | 1,583,563 | 18,505,385     |
| 2016 | 1,690,198 | 1,582,510 | 1,694,947 | 1,635,303 | 846,524   | 1,526,133 | 1,695,468 | 1,685,863 | 1,630,606 | 1,604,631 | 1,622,046 | 1,693,349 | 18,907,578     |
| 2017 | 1,645,132 | 1,526,365 | 1,569,141 | 1,412,868 | 840,135   | 959,831   | 1,648,012 | 1,682,881 | 1,623,061 | 1,683,557 | 1,628,939 | 1,681,157 | 17,901,079     |
| 2018 | 1,666,162 | 982,658   | 1,046,927 | 1,546,437 | 1,682,785 | 1,637,307 | 1,686,430 | 1,620,869 | 1,614,534 | 1,667,833 | 1,573,910 | 1,487,667 | 18,213,519     |
| 2019 | 1,681,619 | 987,002   | 1,132,805 | 1,551,843 | 1,692,739 | 1,632,855 | 1,687,150 | 1,677,931 | 1,369,770 | 839,895   | 800,964   | 1,110,811 | 16,165,384     |
| 2020 | 1,689,545 | 1,486,059 | 1,671,026 | 1,630,645 | 1,597,652 | 1,628,068 | 1,278,695 | 1,597,801 | 1,599,991 | 438,597   | 784,013   | 856,606   | 16,268,698     |
| 2021 | 1,287,253 | 799,811   | 841,163   | 922,229   | 1,674,327 | 1,633,953 | 1,683,581 | 1,681,490 | 1,626,712 | 1,197,610 | 1,445,614 | 1,683,623 | 16,477,366     |
| 2022 | 1,656,360 | 1,481,389 | 1,466,126 | 864,541   | 1,692,998 |           |           |           |           |           |           |           |                |

## Інформація про енергоблоки
| Енергоблок       | Тип реакторів        | Потужність | Потужність | Початок будівництво | Пуск       | Підключення до мережі | Введення в експлуатацію | Закриття |
| Енергоблок       | Тип реакторів        | Чистий     | Брутто     | Початок будівництво | Пуск       | Підключення до мережі | Введення в експлуатацію | Закриття |
| ---------------- | -------------------- | ---------- | ---------- | ------------------- | ---------- | --------------------- | ----------------------- | -------- |
| Діабло-Каньйон-1 | PWR, W (4-контурний) | 1138 МВт   | 1197 МВт   | 23.04.1968          | 29.04.1984 | 11.11.1984            | 07.05.1985              | —        |
| Діабло-Каньйон-2 | PWR, (4-контурний)   | 1118 МВт   | 1197 МВт   | 09.12.1970          | 19.08.1985 | 20.10.1985            | 13.03.1986              | —        |